# إدوارد إزرائيل
إدوارد إزرائيل (بالإنجليزية: Edward Israel)‏ هو مستكشف وعالم فلك أمريكي، ولد في 1 يوليو 1859 في كالامازو في الولايات المتحدة، وتوفي في 27 مايو 1884 في Cape Sabine ‏ في كندا.